# Psychotria biaurita
Psychotria biaurita är en måreväxtart som först beskrevs av John Hutchinson och John McEwan Dalziel, och fick sitt nu gällande namn av Bernard Verdcourt. Psychotria biaurita ingår i släktet Psychotria och familjen måreväxter. Inga underarter finns listade i Catalogue of Life.